# ماونت هود (اورگن)
ماونت هود (به انگلیسی: Mount Hood) یک منطقهٔ مسکونی در ایالات متحده آمریکا است که در شهرستان هود ریور، اورگن واقع شده‌است. ماونت هود ۵٫۰ کیلومتر مربع مساحت و ۲۸۶ نفر جمعیت دارد و ۴۶۴٫۲۲ متر بالاتر از سطح دریا واقع شده‌است.